# 칼바도스주의 캉통
프랑스 칼바도스주에는 총 25개의 캉통이 속해 있다. 2015년 3월 행정구역 총개편으로 인해 현재는 다음과 같이 설치되어 있다.
- 오네쉬르오동
- 바이외
- 브레트빌로르게이외즈 캉통
- 카부르
- 캉 1
- 캉 2
- 캉 3
- 캉 4
- 캉 5
- 콩드쉬르누아로
- 쿠르쇠유쉬르메르
- 에브르시
- 팔레즈
- 에루빌생클레르
- 옹플뢰르도빌
- 이프
- 리지외
- 리바로
- 메지동카농
- 위스트르앙
- 퐁레베크
- 튀리아르쿠르
- 트레비에르
- 트로아른
- 비르